# Storby

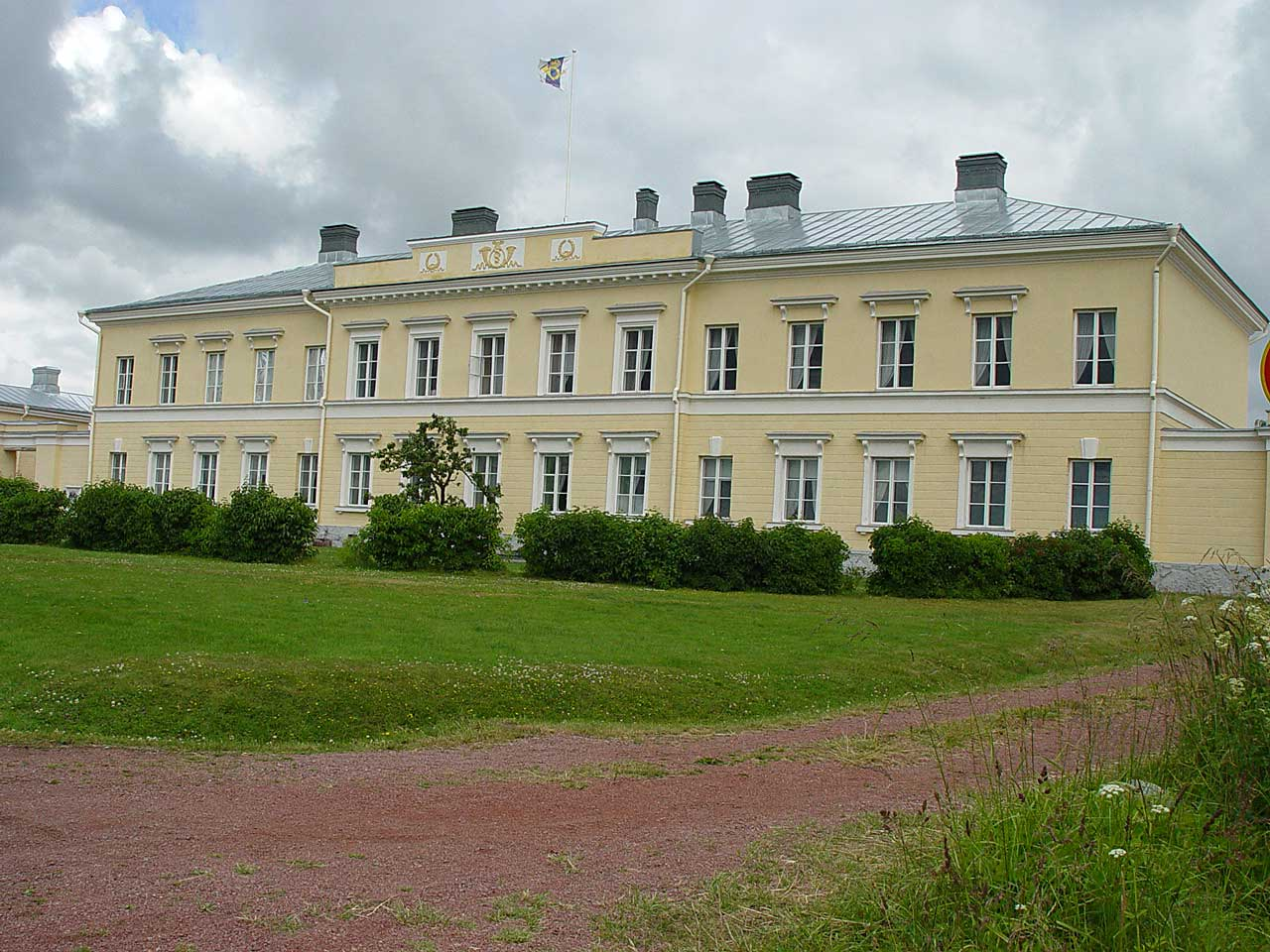
Postmuseum in Storby

Storby ist ein Dorf in der autonomen finnischen Region Åland. Es ist das zweitgrößte Dorf auf den Åland-Inseln (ca. 500 Einwohner; Stand 2010) und befindet sich auf der Insel Eckerö, ca. 35 km westlich vom Hauptort Mariehamn entfernt. Von hier gelangt man zum 1,5 km entfernten Fährhafen Berghamn, wo die Fähren der Eckerö Linjen nach Grisslehamn ablegen.

## Sehenswürdigkeiten
Südlich vom Fährhafen Berghamn steht das Post- und Zollhaus, welches einst der westlichste Außenposten des Russischen Kaiserreichs war. Es ist ein Zeugnis für die Bedeutung des Postverkehrs für die Gemeinde. Das prachtvolle, von Carl Ludwig Engel 1828 entworfene Gebäude, sollte damals die Reisenden beeindrucken, die mit den Postbooten vom schwedischen Stockholm übersetzten. Heute dient das Gebäude als Museum und beherbergt u. a. das Postrutenmuseum, welches an die gefährliche 40 km lange Ruderstrecke nach Schweden erinnert. Immerhin forderte die Postrute 200 Menschenleben.
Koordinaten: 60° 13′ N, 19° 33′ O